# Antracyt
Antracyt (in ucraino Антрацит?) o Antracit (in russo Антрацит?) è de iure una città dell'Ucraina, situata nell'Oblast' di Luhans'k, della regione storica del Donbass, ma dall'aprile 2014 è de facto parte della Repubblica Popolare di Lugansk a sostegno della Russia. Al 2019 aveva 52 749 abitanti.